# Нижний девон
| система                                                                          | система | отдел        | ярус         | Ниж. граница, млн лет |        |
| -------------------------------------------------------------------------------- | ------- | ------------ | ------------ | --------------------- | ------ |
| Карбон                                                                           | Мис.    | Нижний       | Турнейский   | 358,86 ±0,19          |        |
| Девон                                                                            | Девон   | Верхний      | Фаменский    | 372,15 ±0,46          |        |
| Девон                                                                            | Девон   | Верхний      | Франский     | 382,31 ±1,36          |        |
| Девон                                                                            | Девон   | Средний      | Живетский    | 387,95 ±1,04          |        |
| Девон                                                                            | Девон   | Средний      | Эйфельский   | 393,47 ±0,99          |        |
| Девон                                                                            | Девон   | Нижний       | Эмсский      | 410,62 ±1,95          |        |
| Девон                                                                            | Девон   | Нижний       | Пражский     | 413,02 ±1,91          |        |
| Девон                                                                            | Девон   | Нижний       | Лохковский   | 419,62 ±1,36          |        |
| Силур                                                                            | Силур   | Пржидольский | Пржидольский | больше                | больше |
| Деление и золотые гвозди в соответствии с IUGS по состоянию на декабрь 2024 года |         |              |              |                       |        |

Нижний девон — первый отдел девонской системы. Объединяет породы, отложившиеся в течение раннедевонской эпохи (нижнедевонской эпохи), начавшейся 419,62 ±1,36 млн лет назад и закончившейся 393,47 ±0,99 млн лет назад.

## Геохронология
Согласно рекомендации силурийско-девонского комитета, типовой разрез нижней границы девонской системы расположен в районе Клонк в Чехии. В этом разрезе впервые появляются граптолит Monograptus uniformis, трилобит Warburgella rugulosa и конодонт Icriodus woschmindti.
Первым веком нижнего девона является лохковский век, начавшийся 419,62 ±1,36 млн лет назад и закончившийся 413,02 ±1,91 млн лет назад, за котором последовал пражский век, продолжавшийся с 413,02 ±1,91 по 410,62 ±1,95 млн лет назад. После пражского века начался эмсский век, продолжавшийся до начала среднедевонской эпохи 393,47 ±0,99 млн лет назад.

## Климат
Ранний девон (лохковский век) характеризовался теплыми тропическими температурами около 30 °C. Тенденция к снижению началась в пражском веке с средними температурами около 23—25 °C, реконструированными по данным для среднего девона. Содержание углекислого газа в атмосфере оценивается около 2000 ppm.

## Палеобиота
В нижнедевонскую эпоху возникли первые аммониты — подкласс головоногих моллюсков.